# 800 mètres féminin aux championnats du monde d'athlétisme en salle 2022
Pour un article plus général, voir Championnats du monde d'athlétisme en salle 2022.
Navigation
2018 2024
L'épreuve du 800 mètres féminin des championnats du monde en salle de 2022 se déroule les 19 et 20 mars 2022 dans la Štark Arena de Belgrade, en Serbie.

## Résultats

### Séries
Les 2 premières de chaque série (Q) et les 2 meilleurs temps (q) se qualifient pour la finale.
| Rang | Série | Couloir | Athlète                 | Pays            | Temps   | Notes |
| ---- | ----- | ------- | ----------------------- | --------------- | ------- | ----- |
| 1    | 3     | 2       | Habitam Alemu           | Éthiopie        | 2:01.12 | Q, SB |
| 2    | 3     | 5       | Catriona Bisset         | Australie       | 2:01.24 | Q     |
| 3    | 3     | 6       | Halimah Nakaayi         | Ouganda         | 2:01.47 | q     |
| 4    | 1     | 6       | Natoya Goule            | Jamaïque        | 2:01.65 | Q     |
| 5    | 1     | 4       | Freweyni Hailu          | Éthiopie        | 2:01.70 | Q, SB |
| 6    | 3     | 1       | Lindsey Butterworth     | Canada          | 2:01.99 | q     |
| 7    | 1     | 3       | Jenny Selman            | Grande-Bretagne | 2:02.00 |       |
| 8    | 3     | 3       | Angelika Cichocka       | Pologne         | 2:02.01 |       |
| 9    | 1     | 5       | Madeleine Kelly         | Canada          | 2:02.06 |       |
| 10   | 1     | 1       | Elena Bellò             | Italie          | 2:02.35 |       |
| 11   | 1     | 2       | Olivia Baker            | États-Unis      | 2:02.35 |       |
| 12   | 2     | 2       | Ajeé Wilson             | États-Unis      | 2:03.42 | Q     |
| 13   | 2     | 3       | Lorena Martín           | Espagne         | 2:03.85 | Q     |
| 14   | 2     | 5       | Tigist Girma            | Éthiopie        | 2:03.85 |       |
| 15   | 3     | 4       | Naomi Korir             | Kenya           | 2:03.94 |       |
| 16   | 2     | 4       | Hedda Hynne             | Norvège         | 2:04.17 |       |
| 17   | 2     | 1       | Síofra Cléirigh Büttner | Irlande         | 2:06.99 |       |
|      |       | 4       | Eglay Nafune Nalyanya   | Kenya           | DNS     |       |
|      | 2     | 6       | Keely Hodgkinson        | Grande-Bretagne | DNS     |       |

### Finale
| Rang               | Athlète             | Pays       | Temps         | Notes |
| ------------------ | ------------------- | ---------- | ------------- | ----- |
| Médaille d'or      | Ajeé Wilson         | États-Unis | 1 min 59 s 09 | SB    |
| Médaille d'argent  | Freweyni Hailu      | Éthiopie   | 2 min 00 s 54 | SB    |
| Médaille de bronze | Halimah Nakaayi     | Ouganda    | 2 min 00 s 66 |       |
| 4                  | Natoya Goule        | Jamaïque   | 2 min 01 s 18 |       |
| 5                  | Catriona Bisset     | Australie  | 2 min 01 s 24 |       |
| 6                  | Lindsey Butterworth | Canada     | 2 min 03 s 21 |       |
| 7                  | Habitam Alemu       | Éthiopie   | 2 min 03 s 37 |       |
| 8                  | Lorena Martín       | Espagne    | 2 min 03 s 93 |       |

## Légende
Records et Performances
- AR : Record continental (area record)
- CR : Record des championnats (championship record)
- MR : Record du meeting (meet record)
- NR : Record national (national record)
- OR : Record olympique (olympic record)
- PR : Record paralympique (paralympic record)
- PB : Record personnel (personal best)
- SB : Meilleure performance personnelle de la saison (season's best)
- WL : Meilleure performance mondiale de l'année (world leader)
- WJR : Record du monde junior (world junior record)
- WR : Record du monde (world record)

Circonstances et Conditions
- DNF : N'a pas terminé (did not finish)
- DNS : N'a pas pris le départ (did not start)
- DQ : Disqualification (disqualification)
- NM : Aucun essai valable enregistré (No Mark)
- Q : Qualifié « directement » au prochain tour (ou à la prochaine compétition), lors d'une compétition majeure, grâce au classement ou à la réalisation des minima (automatic qualifier)
- q : Qualifié au prochain tour (ou à la prochaine compétition), lors d'une compétition majeure, grâce au repêchage ou à la réalisation de l'une des meilleures performances parmi celles des « non qualifiés directement » (grâce au meilleur temps ou à la meilleure distance par exemple) (secondary qualifier)